# Nicolas-Eustache Lambert Dumont
 (mai 2023).
La mise en forme du texte ne suit pas les recommandations de Wikipédia : il faut le « wikifier ».
Les points d'amélioration suivants sont les cas les plus fréquents. Le détail des points à revoir est peut-être précisé sur la page de discussion.
- Les titres sont pré-formatés par le logiciel. Ils ne sont ni en capitales, ni en gras.
- Le texte ne doit pas être écrit en capitales (les noms de famille non plus), ni en gras, ni en italique, ni en « petit »…
- Le gras n'est utilisé que pour surligner le titre de l'article dans l'introduction, une seule fois.
- L'italique est rarement utilisé : mots en langue étrangère, titres d'œuvres, noms de bateaux, etc.
- Les citations ne sont pas en italique mais en corps de texte normal. Elles sont entourées par des guillemets français : « et ».
- Les listes à puces sont à éviter, des paragraphes rédigés étant largement préférés. Les tableaux sont à réserver à la présentation de données structurées (résultats, etc.).
- Les appels de note de bas de page (petits chiffres en exposant, introduits par l'outil «  Source ») sont à placer entre la fin de phrase et le point final[comme ça].
- Les liens internes (vers d'autres articles de Wikipédia) sont à choisir avec parcimonie. Créez des liens vers des articles approfondissant le sujet. Les termes génériques sans rapport avec le sujet sont à éviter, ainsi que les répétitions de liens vers un même terme.
- Les liens externes sont à placer uniquement dans une section « Liens externes », à la fin de l'article. Ces liens sont à choisir avec parcimonie suivant les règles définies. Si un lien sert de source à l'article, son insertion dans le texte est à faire par les notes de bas de page.
- La présentation des références doit suivre les conventions bibliographiques. Il est recommandé d'utiliser les modèles {{Ouvrage}}, {{Chapitre}}, {{Article}}, {{Lien web}} et/ou {{Bibliographie}}. Le mode d'édition visuel peut mettre en forme automatiquement les références.
- Insérer une infobox (cadre d'informations à droite) n'est pas obligatoire pour parachever la mise en page.

Pour une aide détaillée, merci de consulter Aide:Wikification.
Si vous pensez que ces points ont été résolus, vous pouvez retirer ce bandeau et améliorer la mise en forme d'un autre article.
Nicolas-Eustache Lambert Dumont, né le 25 septembre 1767 à Trois-Rivières et mort le 25 avril 1835 à Saint-Eustache, est un homme politique canadien.
Il est le fils de Louis-Eustache Lambert Dumont, seigneur de Saint-Eustache.
Nicolas-Eustache Lambert Dumont meurt en 1835, dans la paroisse de Saint-Eustache, où il est inhumé dans l'église de cette dernière.

## Biographie
En 1752, le gouverneur Marquis de la Jonquière et l'intendant François Bigot concède une partie de la Seigneurie des Milles-Îles au seigneur de Saint-Eustache, Louis-Eustache Lambert Dumont. Ce dernier est confronté aux Sulpiciens, mécontent que la concession empiète sur leur territoire. L'intendant Bigot tranche en faveur de Lambert Dumont en lui cédant une partie de la Seigneurie des Deux-Montagnes . Louis-Eustache Lambert Dumont décède en 1807, il lègue deux tiers des terres à son fils Nicolas-Eustache Lambert Dumont et un tiers à sa fille Louise-Angélique, mariée à Antoine Lefebvre de Bellefeuille. Celle-ci ne pouvant pas avoir de biens à son nom, c'est son mari qui s'occupe de la seigneurie avec Nicolas Eustache. Les deux hommes s'occupe de la seigneurie, ce qui explique que le premier nom de Saint-Jérôme soit Dumontville.
À partir de la mort de son père, Nicolas-Eustache Lambert Dumont met beaucoup d'énergie en oeuvre pour gérer les affaires de la Seigneurie des Milles-Îles. Contrairement à son père, il a pour ambition de coloniser la seigneurie, puisque le sol était propice à la culture de blé. En 1810, il établit une colonie sur le rebord de la Rivière-du-Nord, où il réussit à attirer quelques colons provenant de paroisses surpeuplées, tel que Sainte-Anne-des-Plaines et de quelques colons provenant de paroisses surpeuplées, tel que Sainte-Anne-des-Plaines et Saint-Eustache. L'un de ces colons, Casimir-Amable Testard de Montigny, a ouvert un poste de traite de fourrure pour commecer avec les autochtones. Il est considéré comme étant la première figure politique de la colonie .
Nicolas-Eustache Lambert Dumont achète aussi la seigneurerie de l’Île-à-la-Fourche en Gaspésie-îles-de-la-Madelaine et hérite de la seigneurie Nicolet du Centre du Québec d’une de ses tantes. La seigneurie des Milles-îles s'étend de l'Îles-Jésus (Laval) à Saint-Anne-des-Lacs. En plus de développer sa seigneurie, Nicolas a eu plusieurs métiers tels qu' ingénieur, « Justice of the Peace », membre de l’assemblée législative du Bas-Canada, lieutenant-colonel et commissaire de la cour des commissaires. Lors de ses deux mandats à la chambre d’assemblée entre 1805 et 1808, il appuie 11 fois le parti des Bureaucrates et 8 fois le parti Canadien, il protège en fait les intérêts de sa seigneurie lorsqu'il change d'allégeance. Nicolas Eustache Lambert Dumont est connu pour avoir fait construire un pont à péage sur la rivière des Prairies et serait aussi l’ingénieur de trois autres ponts reliant St-Eustache à l’Île Jésus.
Nicolas avait accumulé plusieurs dettes tout au long de sa vie. Il fit l’acquisition d’un moulin à St-Eustache qui, l'espérait-il, le sortirait de ses dettes avec les profits. Le moulin arrive à être rentable, mais ne fait pas de profit comme Nicolas l'aurait souhaité. Ses biens, ainsi que ceux de la seigneurie des Milles-Îles furent saisis à quelques reprises, et mis aux enchères publiques dû à ses dettes.
Nicolas-Eustache Lambert Dumont fut marié pour la première fois à Marie-Narcisse Lemaire St-Germain et pour la deuxième fois à Sophie Ménéclier de Montrochon. Il aurait eu trois enfants, parmi eux, sa fille Marie-Elmire Lambert Dumont, qui s’est mariée à un Laviolette a été la dernière portant le nom de Dumont. Son petit-fils, Godefroy Laviolette, a été le premier maire de Saint-Jérôme de 1856 à 1874, a été réélu de 1879 à 1881 et de 1888 à 1889.